# Моравиця (Малопольське воєводство)
Моравиця (пол. Morawica) — село в Польщі, у гміні Лішки Краківського повіту Малопольського воєводства.
Населення — 1021 особа (2011).
У 1975—1998 роках село належало до Краківського воєводства.

## Демографія
Демографічна структура станом на 31 березня 2011 року:
|          | Загалом | Допрацездатний вік | Працездатний вік | Постпрацездатний вік |
| -------- | ------- | ------------------ | ---------------- | -------------------- |
| Чоловіки | 497     | 94                 | 351              | 52                   |
| Жінки    | 524     | 80                 | 323              | 121                  |
| Разом    | 1021    | 174                | 674              | 173                  |